# San Vicente de la Barquera

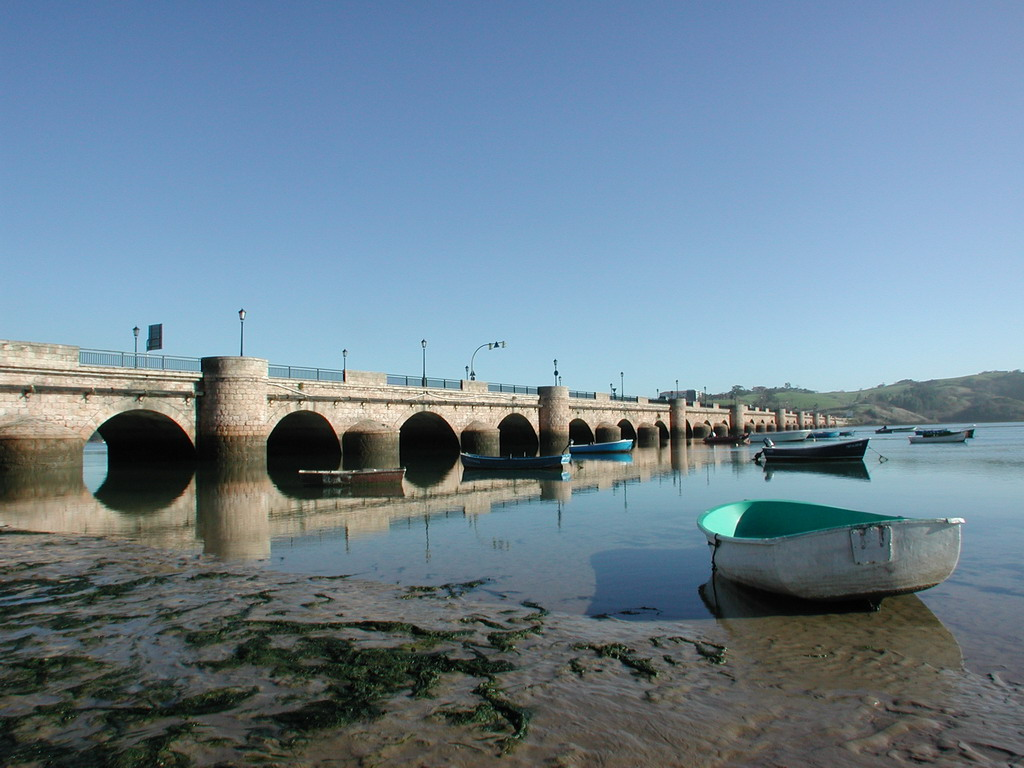
The Maza bridge at San Vicente de la Barquera

San Vicente de la Barquera là một đô thị trong tỉnh Cantabria, Tây Ban Nha. Dân số 4.412 người năm 2002.

## Người nổi tiếng
- David Bustamante